# Schlotheimia paraguensis
Schlotheimia paraguensis är en bladmossart som beskrevs av Bescherelle 1877. Schlotheimia paraguensis ingår i släktet Schlotheimia och familjen Orthotrichaceae. Inga underarter finns listade i Catalogue of Life.